# Corymorpha parvula
Corymorpha parvula är en nässeldjursart som först beskrevs av Sydney John Hickson och Gravely 1907.  Corymorpha parvula ingår i släktet Corymorpha och familjen Corymorphidae. Inga underarter finns listade i Catalogue of Life.